# Réserve naturelle nationale des îles de la Petite-Terre
La réserve naturelle nationale des îles de la Petite-Terre (RNN142) est une réserve naturelle nationale située en Guadeloupe. Classée en 1998, elle occupe une surface totale de 990 hectares et protège les îles de la Petite-Terre.

## Localisation

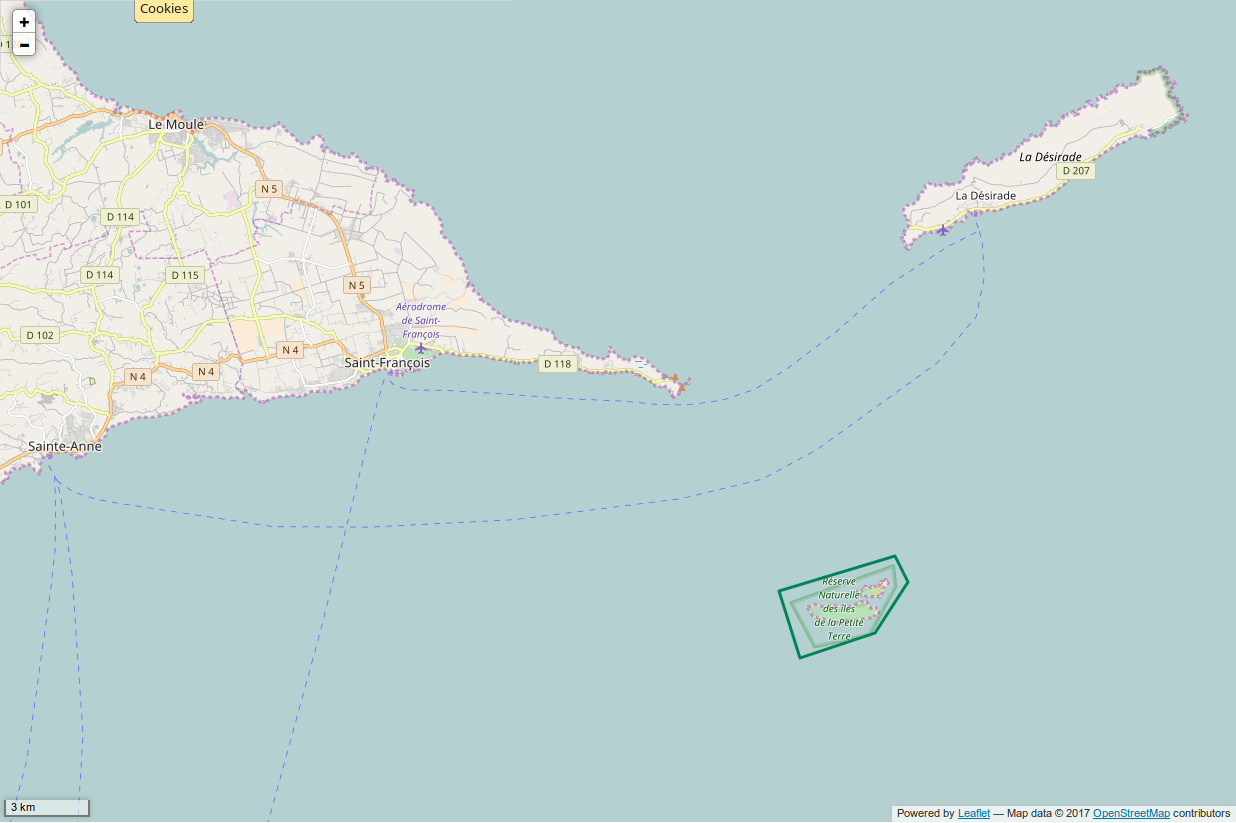
Périmètre de la réserve naturelle.

La réserve naturelle se trouve en Guadeloupe et dépend administrativement de la commune de La Désirade. Elle occupe une surface totale de 990 hectares délimitée par six bouées pour la partie maritime (s'étendant sur 842 ha) et possède une surface terrestre de 148 ha englobant la totalité des îles de la Petite-Terre (Terre-de-Haut et Terre-de-Bas). Un chenal étroit qui forme un lagon sépare les deux îlets.

## Histoire du site et de la réserve

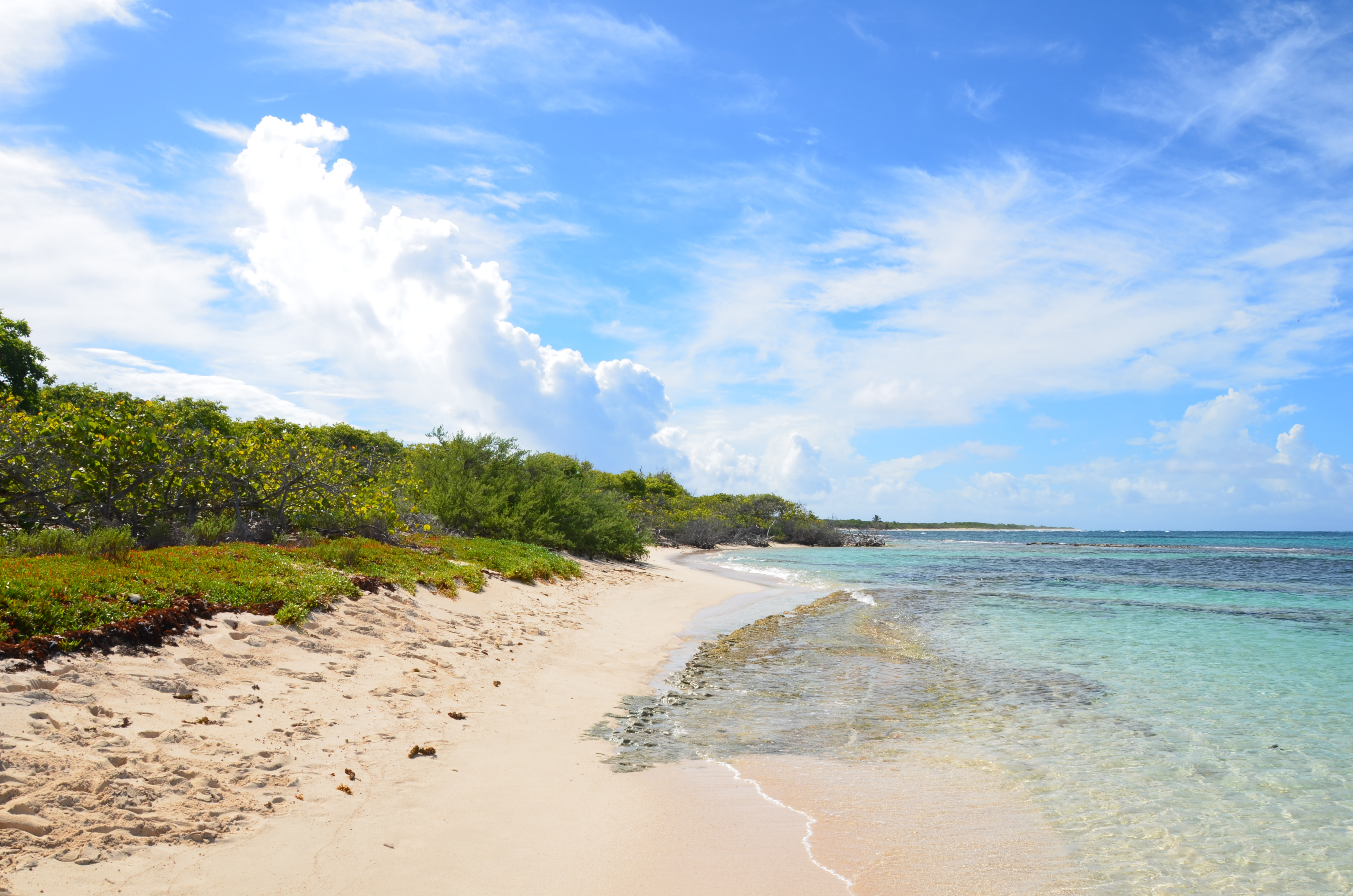
Le littoral des îles de la Petite-Terre.

Les Arawaks et les Caraïbes occupent l'archipel entre 500 et 1500. Abordées par Christophe Colomb, les îles ne sont occupées qu'à partir du XVIIIe siècle en raison d'une absence d'eau potable. L'occupation humaine cesse définitivement en 1972.
La réserve naturelle a été créée en 1998 pour réguler l'affluence touristique et pour une meilleure conservation de la faune et de la flore dont l'intérêt provient en partie de son isolement qui la préserve des atteintes dues à la surfréquentation.

## Écologie

### Flore

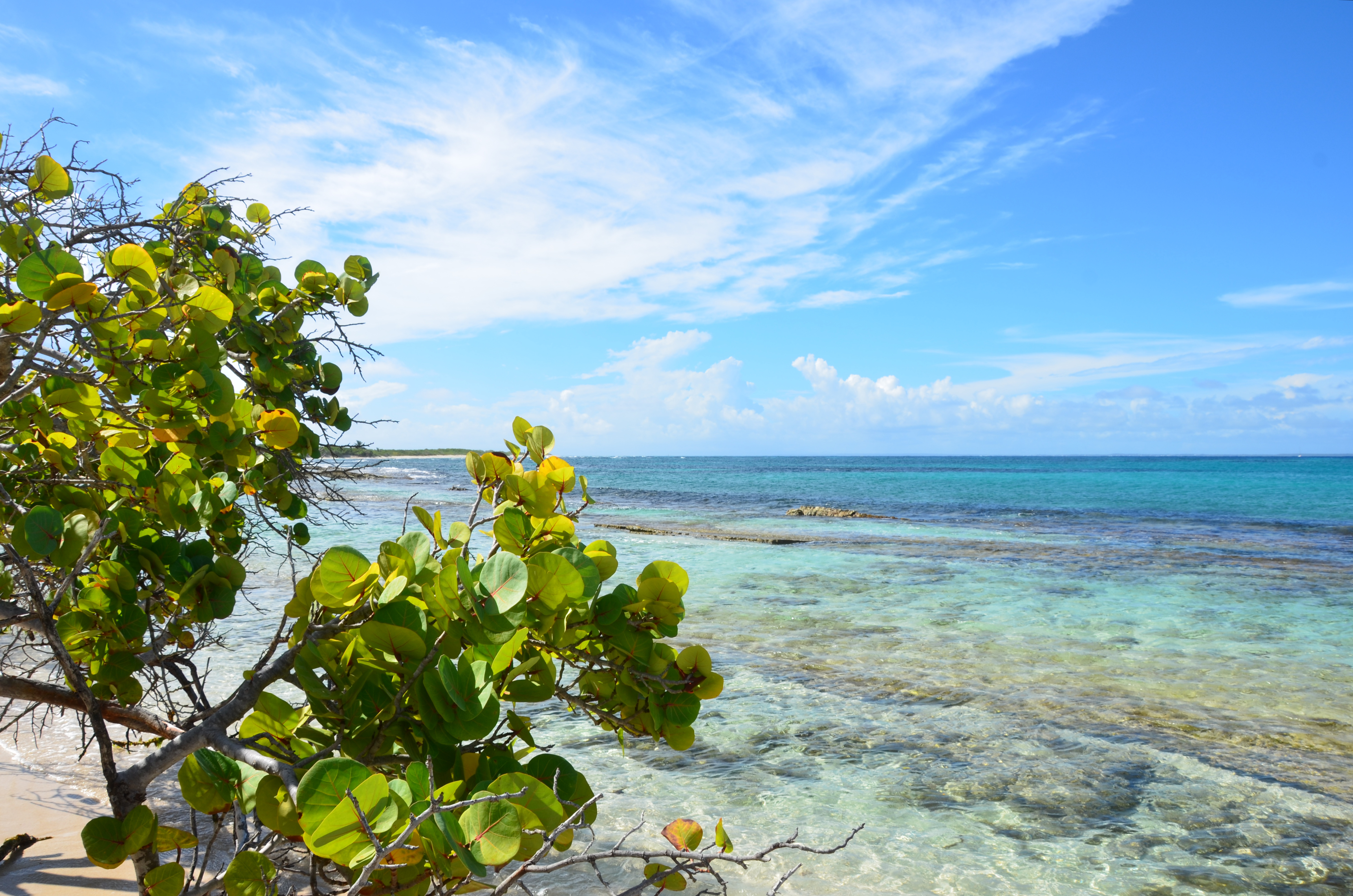
Sur les îles de la Petite-Terre

La flore est très abondante et on y trouve des espèces protégées comme le gaïac autrefois utilisé pour la fabrication de boules de billard et de poulies, ou encore l'agave ne fleurissant qu'une fois dans sa vie.

### Faune

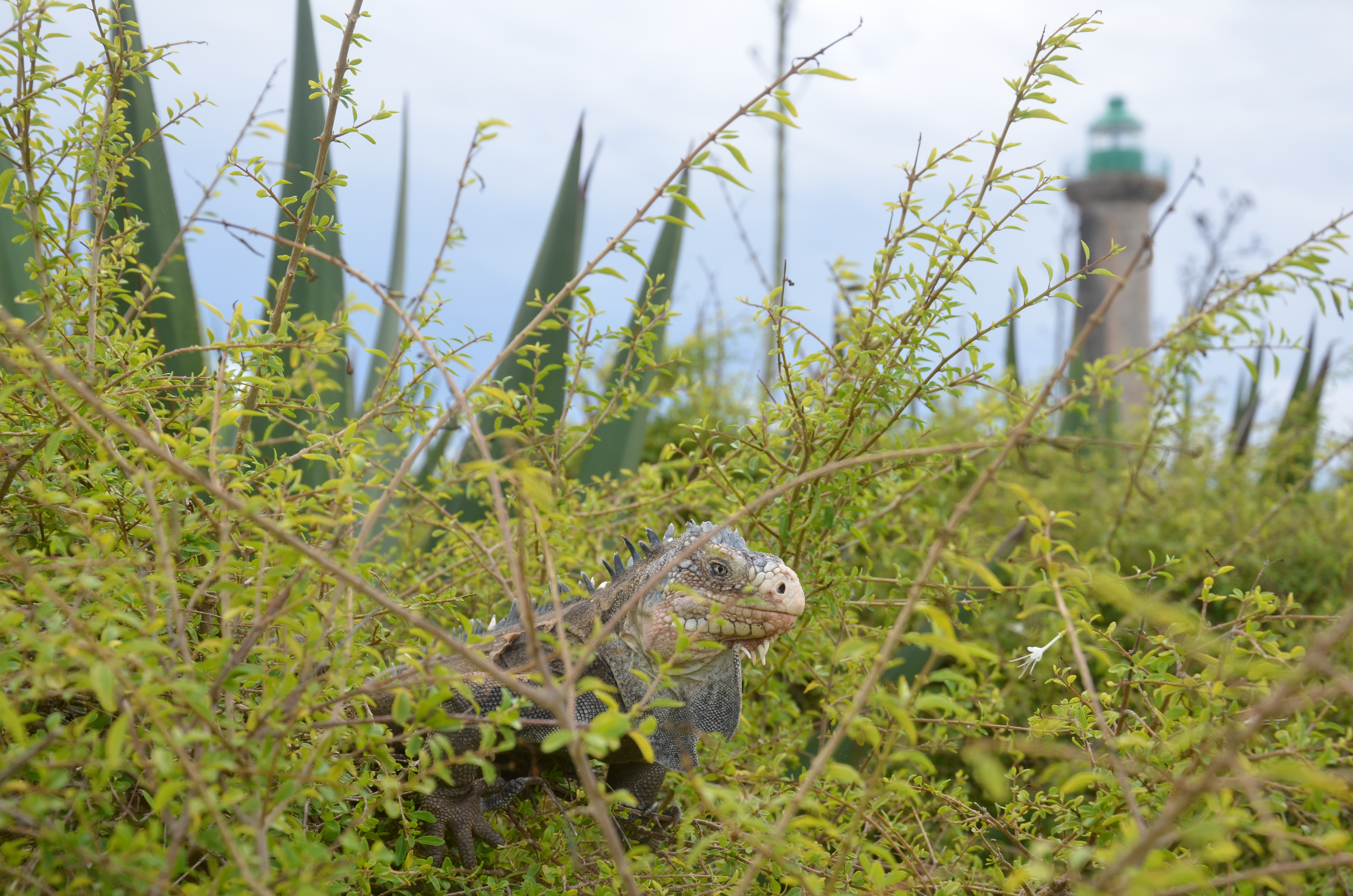
Un iguanes des Petites Antilles.

La faune des deux îles est essentiellement composée d'iguanes des Petites Antilles avec 9 500 individus, d'oiseaux migrateurs et de tortues marines auparavant chassées pour leurs œufs, leur graisse et leur carapace. 
La richesse de la faune est complétée par une grande variété d'espèces de poissons et de larves protégés de la houle par le lagon et le récif corallien. Les raies-léopard et les requins-citrons y sont facilement observables en palmes-masque-tuba. 

## Administration

### Outils et statut juridique
La réserve naturelle a été créée par un décret du 3 septembre 1998. Elle est gérée par l'association Ti Tè et l'Office national des forêts de Guadeloupe.

### Intérêt touristique et pédagogique
Les îles de la Petite-Terre sont visitées par de nombreux touristes attirés par la préservation de leur aspect sauvage ainsi que leurs populations d'iguanes antillais et de bernard-l'ermite. Le site étant protégé, les navettes (bateau à moteur ou catamaran au départ de Saint-François) sont cependant limitées à deux par jour. Le phare de Terre-de-Bas, localement appelé « phare du bout du monde », est reconverti en musée de la faune et de la flore.
L'îlet de Terre-de-Haut est rigoureusement interdit au public, réservé aux seuls des scientifiques et aux gardiens de la réserve. Les accompagnateurs des navettes le précisent bien aux touristes, car il peut y avoir des risques d'amende et de blâme pour non-respect de la réglementation.
Un sentier pédagogique est en place sur Terre-de-Bas et permet de découvrir les richesses du site.